# Tour de France 2009/Fahrerfeld
Folgende Fahrer und Mannschaften nahmen an der Tour de France 2009 teil:
Die deutschen, österreichischen und schweizerischen Fahrer sind fett markiert.
Legende:
- Suspendierung: Ausschluss durch eigenes Team
- Ausschluss: Ausschluss durch die Rennleitung vor Rennbeginn
- Disqualifikation: Ausschluss durch die Rennleitung nach Rennbeginn
- : Etappensieger
- : Gelbes Trikot für den Gesamtführenden
- : Grünes Trikot für den Führenden in der Punktewertung
- : Gepunktetes Trikot für den Führenden in der Bergwertung
- : Weißes Trikot für den Führenden in der Wertung der unter 25-jährigen
- : Rote Rückennummer für den kämpferischsten Fahrer des Vortages
- : Gelbe Rückennummer für das in der Mannschaftswertung führende Team

## Überblick Teilnehmer
| Nr.    | Land                   | Teilnehmer | Ziel in Paris erreicht |
| ------ | ---------------------- | ---------- | ---------------------- |
| 01     | Frankreich             | 41         | 36                     |
| 02     | Spanien                | 28         | 22                     |
| 03     | Deutschland            | 15         | 14                     |
| 04     | Italien                | 15         | 13                     |
| 05     | Belgien                | 11         | 09                     |
| 06     | Niederlande            | 11         | 08                     |
| 07     | Russland               | 08         | 07                     |
| 08     | Vereinigte Staaten     | 07         | 06                     |
| 09     | Australien             | 06         | 06                     |
| 10     | Vereinigtes Königreich | 04         | 04                     |
| 11     | Dänemark               | 03         | 03                     |
| 12     | Luxemburg              | 03         | 03                     |
| 13     | Schweiz                | 03         | 03                     |
| 14     | Japan                  | 02         | 02                     |
| 15     | Kolumbien              | 02         | 02                     |
| 16     | Neuseeland             | 02         | 02                     |
| 17     | Norwegen               | 02         | 01                     |
| 18     | Österreich             | 02         | 01                     |
| 19     | Portugal               | 02         | 01                     |
| 20     | Ukraine                | 02         | 02                     |
| 21     | Belarus                | 02         | 02                     |
| 22     | Finnland               | 01         | 01                     |
| 23     | Irland                 | 01         | 01                     |
| 24     | Kanada                 | 01         | 01                     |
| 25     | Kasachstan             | 01         | 01                     |
| 26     | Polen                  | 01         | 01                     |
| 27     | Schweden               | 01         | 01                     |
| 28     | Slowakei               | 01         | 01                     |
| 29     | Slowenien              | 01         | 01                     |
| 30     | Tschechien             | 01         | 01                     |
| Gesamt | Gesamt                 | 180        | 156                    |

## Cervélo TestTeam(Schweiz)
- Sportlicher Leiter: Jean-Paul van Poppel
- Team-Manager: Thomas Campana
- Material-Infos
  - Rahmen: Cervélo
  - Komponenten: Rotor
  - Laufräder: Zipp

| Nr. | Name                       | Nationalität | Anmerkungen                                                                                               |
| --- | -------------------------- | ------------ | --- |
| 1   | Carlos Sastre              | Spanien      | 17. der Gesamtwertung                                                                                     |
| 2   | Íñigo Cuesta               | Spanien      | 87. der Gesamtwertung                                                                                     |
| 3   | José Ángel Gómez Marchante | Spanien      | Aufgabe während der 17. Etappe                                                                            |
| 4   | Wolodymyr Hustow           | Ukraine      | 45. der Gesamtwertung                                                                                     |
| 5   | Heinrich Haussler          | Deutschland  | : 13. Etappe; : 14. Etappe; 97. der Gesamtwertung                                                         |
| 6   | Thor Hushovd               | Norwegen     | : 6. Etappe; : 9. – 11., 14. – 21. Etappe; : 18. Etappe; Sieger der Punktewertung; 106. der Gesamtwertung |
| 7   | Andreas Klier              | Deutschland  | 155. der Gesamtwertung                                                                                    |
| 8   | Brett Lancaster            | Australien   | 127. der Gesamtwertung                                                                                    |
| 9   | Hayden Roulston            | Neuseeland   | 79. der Gesamtwertung                                                                                     |
|     |                            |              | |

## Silence-Lotto(Belgien)
- Sportlicher Leiter: Herman Frison
- Team-Manager: Marc Sergeant
- Material-Infos
  - Rahmen: Canyon
  - Komponenten: Campagnolo
  - Laufräder: Mavic

| Nr. | Name                  | Nationalität           | Anmerkungen                         |
| --- | --------------------- | ---------------------- | ----------------------------------- |
| 11  | Cadel Evans           | Australien             | 30. der Gesamtwertung               |
| 12  | Mickaël Delage        | Frankreich             | 101. der Gesamtwertung              |
| 13  | Sebastian Lang        | Deutschland            | 76. der Gesamtwertung               |
| 14  | Matthew Lloyd         | Australien             | 46. der Gesamtwertung               |
| 15  | Staf Scheirlinckx     | Belgien                | 123. der Gesamtwertung              |
| 16  | Greg Van Avermaet     | Belgien                | 89. der Gesamtwertung               |
| 17  | Jurgen Van Den Broeck | Belgien                | 15. der Gesamtwertung               |
| 18  | Johan Vansummeren     | Belgien                | : 12. Etappe; 93. der Gesamtwertung |
| 19  | Charles Wegelius      | Vereinigtes Königreich | 59. der Gesamtwertung               |
|     |                       |                        |                                     |

## Team Astana(Kasachstan)
- Sportlicher Leiter: Johan Bruyneel
- Team-Manager: Johan Bruyneel
- Material-Infos
  - Rahmen: Trek
  - Komponenten: SRAM
  - Laufräder: Bontrager (Trek)

| Nr. | Name                | Nationalität       | Anmerkungen                                                                   |
| --- | ------------------- | ------------------ | ----------------------------------------------------------------------------- |
| 21  | Alberto Contador    | Spanien            | : 15. & 18. Etappe; : 16. – 21. Etappe; : 2. Etappe; Sieger der Gesamtwertung |
| 22  | Lance Armstrong     | Vereinigte Staaten | Dritter der Gesamtwertung                                                     |
| 23  | Andreas Klöden      | Deutschland        | Sechster der Gesamtwertung                                                    |
| 24  | Levi Leipheimer     | Vereinigte Staaten | Aufgabe nach der 12. Etappe                                                   |
| 25  | Dmitri Murawjow     | Kasachstan         | 148. der Gesamtwertung                                                        |
| 26  | Sérgio Paulinho     | Portugal           | 35. der Gesamtwertung                                                         |
| 27  | Jaroslaw Popowytsch | Ukraine            | 41. der Gesamtwertung                                                         |
| 28  | Grégory Rast        | Schweiz            | 138. der Gesamtwertung                                                        |
| 29  | Haimar Zubeldia     | Spanien            | 27. der Gesamtwertung                                                         |
|     |                     |                    | : 4. Etappe (MZF); : 2. – 8., 16. – 21. Etappe; Sieger der Teamwertung        |

## Team Saxo Bank(Dänemark)
- Sportlicher Leiter: Kim Andersen
- Team-Manager Bjarne Riis
- Material-Infos
  - Rahmen Specialized
  - Schaltgruppe SRAM
  - Laufräder Zipp

| Nr. | Name                 | Nationalität | Anmerkungen                                                                               |
| --- | -------------------- | ------------ | ----------------------------------------------------------------------------------------- |
| 31  | Andy Schleck         | Luxemburg    | : 16. – 21. Etappe; Sieger der Nachwuchswertung; Zweiter der Gesamtwertung                |
| 32  | Kurt Asle Arvesen    | Norwegen     | Aufgabe nach der 10. Etappe                                                               |
| 33  | Fabian Cancellara    | Schweiz      | : 1. Etappe; : 2. – 7. Etappe; : 2. Etappe; 91. der Gesamtwertung                         |
| 34  | Gustav Erik Larsson  | Schweden     | 50. der Gesamtwertung                                                                     |
| 35  | Stuart O’Grady       | Australien   | 124. der Gesamtwertung                                                                    |
| 36  | Fränk Schleck        | Luxemburg    | : 17. Etappe; Fünfter der Gesamtwertung                                                   |
| 37  | Chris Anker Sørensen | Dänemark     | 34. der Gesamtwertung                                                                     |
| 38  | Nicki Sørensen       | Dänemark     | : 12. Etappe; : 13. Etappe; 31. der Gesamtwertung                                         |
| 39  | Jens Voigt           | Deutschland  | Aufgabe während der 16. Etappe (Sturzverletzung mit anschließendem Krankenhausaufenthalt) |
|     |                      |              | : 13. & 14. Etappe                                                                        |

## Rabobank(Niederlande)
- Sportlicher Leiter: Erik Breukink
- Team-Manager: Harold Knebel
- Material-Infos
  - Rahmen: Giant
  - Schaltgruppe: Shimano
  - Laufräder: Shimano

| Nr. | Name                | Nationalität | Anmerkungen                         |
| --- | ------------------- | ------------ | ----------------------------------- |
| 41  | Denis Menschow      | Russland     | 51. der Gesamtwertung               |
| 42  | Stef Clement        | Niederlande  | : 3. Etappe; 118. der Gesamtwertung |
| 43  | Juan Antonio Flecha | Spanien      | 102. der Gesamtwertung              |
| 44  | Óscar Freire        | Spanien      | 99. der Gesamtwertung               |
| 45  | Juan Manuel Gárate  | Spanien      | : 20. Etappe; 62. der Gesamtwertung |
| 46  | Robert Gesink       | Niederlande  | Aufgabe nach der 5. Etappe          |
| 47  | Grischa Niermann    | Deutschland  | 54. der Gesamtwertung               |
| 48  | Joost Posthuma      | Niederlande  | 73. der Gesamtwertung               |
| 49  | Laurens ten Dam     | Niederlande  | 60. der Gesamtwertung               |
|     |                     |              |                                     |

## Garmin-Slipstream(USA)
- Sportlicher Leiter: Matthew White
- Team-Manager Jonathan Vaughters
- Material-Infos
  - Rahmen Felt
  - Schaltgruppe Shimano
  - Laufräder Zipp

| Nr. | Name                  | Nationalität           | Anmerkungen                            |
| --- | --------------------- | ---------------------- | -------------------------------------- |
| 51  | Christian Vande Velde | Vereinigte Staaten     | Achter der Gesamtwertung               |
| 52  | Julian Dean           | Neuseeland             | 121. der Gesamtwertung                 |
| 53  | Tyler Farrar          | Vereinigte Staaten     | 151. der Gesamtwertung                 |
| 54  | Ryder Hesjedal        | Kanada                 | 49. der Gesamtwertung                  |
| 55  | Martijn Maaskant      | Niederlande            | : 15. Etappe; 98. der Gesamtwertung    |
| 56  | David Millar          | Vereinigtes Königreich | : 7. Etappe; 85. der Gesamtwertung     |
| 57  | Danny Pate            | Vereinigte Staaten     | 141. der Gesamtwertung                 |
| 58  | Bradley Wiggins       | Vereinigtes Königreich | : 2. Etappe; Vierter der Gesamtwertung |
| 59  | David Zabriskie       | Vereinigte Staaten     | 77. der Gesamtwertung                  |
|     |                       |                        |                                        |

## Euskaltel-Euskadi(Spanien)
- Sportlicher Leiter: Igor Gonzalez Galdeano
- Team-Manager Miguel Madariaga
- Material-Infos
  - Rahmen Orbea
  - Schaltgruppe Shimano
  - Laufräder Shimano

| Nr. | Name            | Nationalität | Anmerkungen                                                         |
| --- | --------------- | ------------ | ------------------------------------------------------------------- |
| 61  | Mikel Astarloza | Spanien      | : 16. Etappe; 11. der Gesamtwertung                                 |
| 62  | Igor Antón      | Spanien      | 66. der Gesamtwertung                                               |
| 63  | Koldo Fernández | Spanien      | Disqualifikation nach der 8. Etappe, Überschreitung des Zeitlimits  |
| 64  | Egoi Martínez   | Spanien      | : 10. – 13. Etappe; 44. der Gesamtwertung                           |
| 65  | Juan José Oroz  | Spanien      | 107. der Gesamtwertung                                              |
| 66  | Alan Pérez      | Spanien      | Disqualifikation nach der 19. Etappe, Überschreitung des Zeitlimits |
| 67  | Rubén Pérez     | Spanien      | 72. der Gesamtwertung                                               |
| 68  | Amets Txurruka  | Spanien      | Disqualifikation nach der 19. Etappe, Überschreitung des Zeitlimits |
| 69  | Gorka Verdugo   | Spanien      | 61. der Gesamtwertung                                               |
|     |                 |              |                                                                     |

## Team Columbia-High Road(USA)
- Sportlicher Leiter:
- Team-Manager Bob Stapleton
- Material-Infos
  - Rahmen Scott
  - Schaltgruppe Shimano
  - Laufräder Shimano

| Nr. | Name            | Nationalität           | Anmerkungen                                                                               |
| --- | --------------- | ---------------------- | ----------------------------------------------------------------------------------------- |
| 71  | Mark Cavendish  | Vereinigtes Königreich | : 2., 3., 10., 11., 19. & 21. Etappe; : 3. – 8., 12. & 13. Etappe; 131. der Gesamtwertung |
| 72  | Bernhard Eisel  | Österreich             | 150. der Gesamtwertung                                                                    |
| 73  | Bert Grabsch    | Deutschland            | 134. der Gesamtwertung                                                                    |
| 74  | George Hincapie | Vereinigte Staaten     | 19. der Gesamtwertung                                                                     |
| 75  | Kim Kirchen     | Luxemburg              | 57. der Gesamtwertung                                                                     |
| 76  | Tony Martin     | Deutschland            | : 4. – 15. Etappe; : 21. Etappe; 36. der Gesamtwertung                                    |
| 77  | Maxime Monfort  | Belgien                | 28. der Gesamtwertung                                                                     |
| 78  | Mark Renshaw    | Australien             | 149. der Gesamtwertung                                                                    |
| 79  | Michael Rogers  | Australien             | 103. der Gesamtwertung                                                                    |
|     |                 |                        |                                                                                           |

## ag2r La Mondiale(Frankreich)
- Sportlicher Leiter: Vincent Lavenu
- Team-Manager: Vincent Lavenu
- Material-Infos
  - Rahmen: BH
  - Schaltgruppe: Campagnolo
  - Laufräder: Mavic

| Nr. | Name              | Nationalität | Anmerkungen                                      |
| --- | ----------------- | ------------ | ------------------------------------------------ |
| 81  | Wladimir Jefimkin | Russland     | Aufgabe während der 15. Etappe (Sturzverletzung) |
| 82  | José Luis Arrieta | Spanien      | 81. der Gesamtwertung                            |
| 83  | Cyril Dessel      | Frankreich   | Aufgabe während der 17. Etappe                   |
| 84  | Hubert Dupont     | Frankreich   | 33. der Gesamtwertung                            |
| 85  | Stéphane Goubert  | Frankreich   | 16. der Gesamtwertung                            |
| 86  | Lloyd Mondory     | Frankreich   | 133. der Gesamtwertung                           |
| 87  | Rinaldo Nocentini | Italien      | : 8 - 15. Etappe; 14. der Gesamtwertung          |
| 88  | Christophe Riblon | Frankreich   | : 8. Etappe; 82. der Gesamtwertung               |
| 89  | Nicolas Roche     | Irland       | 23. der Gesamtwertung                            |
|     |                   |              | : 9. – 12. & 15. Etappe                          |

## Liquigas(Italien)
- Sportlicher Leiter: Mario Scirea
- Team-Manager: Roberto Amadio
- Material-Infos
  - Rahmen: Cannondale
  - Schaltgruppe: Campagnolo
  - Laufräder: Mavic

| Nr. | Name                  | Nationalität | Anmerkungen |
| --- | --------------------- | ------------ | --- |
| 91  | Franco Pellizotti     | Italien      | : 10. & 17. Etappe, : 14. – 21. Etappe; Sieger der Bergwertung; Sieger in der Wertung des kämpferischsten Fahrers; 37. der Gesamtwertung |
| 92  | Daniele Bennati       | Italien      | 135. der Gesamtwertung |
| 93  | Roman Kreuziger       | Tschechien   | : 2. & 3. Etappe; Neunter der Gesamtwertung                                                                                              |
| 94  | Aljaksandr Kuschynski | Belarus      | 92. der Gesamtwertung |
| 95  | Vincenzo Nibali       | Italien      | Siebter der Gesamtwertung |
| 96  | Fabio Sabatini        | Italien      | 147. der Gesamtwertung |
| 97  | Brian Vandborg        | Dänemark     | 116. der Gesamtwertung |
| 98  | Alessandro Vanotti    | Italien      | 120. der Gesamtwertung |
| 99  | Frederik Willems      | Belgien      | 86. der Gesamtwertung |
|     |                       |              | |

## Française des Jeux(Frankreich)
- Sportlicher Leiter: Martial Gayant
- Team-Manager: Marc Madiot
- Material-Infos
  - Rahmen: Lapierre
  - Schaltgruppe: Shimano
  - Laufräder: Shimano

| Nr. | Name                 | Nationalität | Anmerkungen                              |
| --- | -------------------- | ------------ | ---------------------------------------- |
| 101 | Sandy Casar          | Frankreich   | : 9. Etappe; 12. der Gesamtwertung       |
| 102 | Jérôme Coppel        | Frankreich   | Aufgabe während der 12. Etappe           |
| 103 | Anthony Geslin       | Frankreich   | 119. der Gesamtwertung                   |
| 104 | Jauheni Hutarowitsch | Belarus      | 156. der Gesamtwertung                   |
| 105 | Sébastien Joly       | Frankreich   | Aufgabe während der 7. Etappe            |
| 106 | Christophe Le Mével  | Frankreich   | Zehnter der Gesamtwertung                |
| 107 | Jérémy Roy           | Frankreich   | 48. der Gesamtwertung                    |
| 108 | Benoît Vaugrenard    | Frankreich   | 142. der Gesamtwertung                   |
| 109 | Jussi Veikkanen      | Finnland     | : 3. – 6. Etappe; 108. der Gesamtwertung |
|     |                      |              |                                          |

## Caisse d’Epargne(Spanien)
- Sportlicher Leiter: Yvon Ledanois
- Team-Manager: Eusebio Unzué
- Material-Infos
  - Rahmen: Pinarello
  - Schaltgruppe: Campagnolo
  - Laufräder: Campagnolo

| Nr. | Name                   | Nationalität | Anmerkungen                        |
| --- | ---------------------- | ------------ | ---------------------------------- |
| 111 | Óscar Pereiro          | Spanien      | Aufgabe während der 8. Etappe      |
| 112 | David Arroyo           | Spanien      | 69. der Gesamtwertung              |
| 113 | Rui Costa              | Portugal     | Aufgabe nach der 11. Etappe        |
| 114 | Arnaud Coyot           | Frankreich   | 115. der Gesamtwertung             |
| 115 | José Iván Gutiérrez    | Spanien      | 71. der Gesamtwertung              |
| 116 | Luis Pasamontes        | Spanien      | 39. der Gesamtwertung              |
| 117 | José Joaquín Rojas Gil | Spanien      | 84. der Gesamtwertung              |
| 118 | Luis León Sánchez Gil  | Spanien      | : 8. Etappe; 26. der Gesamtwertung |
| 119 | Rigoberto Urán         | Kolumbien    | 52. der Gesamtwertung              |
|     |                        |              |                                    |

## Équipe Cofidis(Frankreich)
- Sportlicher Leiter: Francis van Londersele
- Team-Manager: Eric Boyer
- Material-Infos
  - Rahmen: Look
  - Schaltgruppe: Campagnolo
  - Laufräder: Fulcrum

| Nr. | Name             | Nationalität | Anmerkungen                         |
| --- | ---------------- | ------------ | ----------------------------------- |
| 121 | David Moncoutié  | Frankreich   | 58. der Gesamtwertung               |
| 122 | Stéphane Augé    | Frankreich   | : 7. Etappe; 136. der Gesamtwertung |
| 123 | Samuel Dumoulin  | Frankreich   | : 4. Etappe; 139. der Gesamtwertung |
| 124 | Leonardo Duque   | Kolumbien    | : 20. Etappe; 94. der Gesamtwertung |
| 125 | Bingen Fernández | Spanien      | 105. der Gesamtwertung              |
| 126 | Christophe Kern  | Frankreich   | : 9. Etappe; 75. der Gesamtwertung  |
| 127 | Sébastien Minard | Frankreich   | 38. der Gesamtwertung               |
| 128 | Amaël Moinard    | Frankreich   | 65. der Gesamtwertung               |
| 129 | Rémi Pauriol     | Frankreich   | 43. der Gesamtwertung               |
|     |                  |              |                                     |

## Lampre-N.G.C.(Italien)
- Sportlicher Leiter: Fabrizio Bontempi
- Team-Manager: Giuseppe Saronni
- Material-Infos
  - Rahmen: Wilier
  - Schaltgruppe: Campagnolo
  - Laufräder: Fulcrum

| Nr. | Name               | Nationalität | Anmerkungen                          |
| --- | ------------------ | ------------ | ------------------------------------ |
| 131 | Alessandro Ballan  | Italien      | 95. der Gesamtwertung                |
| 132 | Marco Bandiera     | Italien      | 145. der Gesamtwertung               |
| 133 | Marzio Bruseghin   | Italien      | 80. der Gesamtwertung                |
| 134 | Angelo Furlan      | Italien      | Aufgabe während der 12. Etappe       |
| 135 | David Loosli       | Schweiz      | 53. der Gesamtwertung                |
| 136 | Daniele Righi      | Italien      | 110. der Gesamtwertung               |
| 137 | Mauro Santambrogio | Italien      | 132. der Gesamtwertung               |
| 138 | Marcin Sapa        | Polen        | 146. der Gesamtwertung               |
| 139 | Simon Špilak       | Slowenien    | : 16. Etappe; 109. der Gesamtwertung |
|     |                    |              |                                      |

## Bbox Bouygues Télécom(Frankreich)
- Sportlicher Leiter: Didier Rous
- Team-Manager: Jean-René Bernaudeau
- Material-Infos
  - Rahmen: Time
  - Schaltgruppe: Campagnolo
  - Laufräder: Campagnolo

| Nr. | Name             | Nationalität | Anmerkungen                        |
| --- | ---------------- | ------------ | ---------------------------------- |
| 141 | Thomas Voeckler  | Frankreich   | : 5. Etappe; 67. der Gesamtwertung |
| 142 | Yukiya Arashiro  | Japan        | 129. der Gesamtwertung             |
| 143 | William Bonnet   | Frankreich   | 128. der Gesamtwertung             |
| 144 | Pierrick Fédrigo | Frankreich   | : 9. Etappe; 56. der Gesamtwertung |
| 145 | Saïd Haddou      | Frankreich   | 143. der Gesamtwertung             |
| 146 | Laurent Lefèvre  | Frankreich   | 42. der Gesamtwertung              |
| 147 | Alexandre Pichot | Frankreich   | 117. der Gesamtwertung             |
| 148 | Pierre Rolland   | Frankreich   | 22. der Gesamtwertung              |
| 149 | Juri Trofimow    | Russland     | 47. der Gesamtwertung              |
|     |                  |              |                                    |

## Quick Step(Belgien)
- Sportlicher Leiter: Wilfried Peeters
- Team-Manager: Patrick Lefévère
- Material-Infos
  - Rahmen: Specialized
  - Schaltgruppe: Campagnolo
  - Laufräder: Roval

| Nr. | Name                | Nationalität | Anmerkungen                 |
| --- | ------------------- | ------------ | --------------------------- |
| 151 | Sylvain Chavanel    | Frankreich   | 20. der Gesamtwertung       |
| 152 | Carlos Barredo      | Spanien      | 63. der Gesamtwertung       |
| 153 | Tom Boonen          | Belgien      | Aufgabe nach der 14. Etappe |
| 154 | Steven de Jongh     | Niederlande  | 153. der Gesamtwertung      |
| 155 | Stijn Devolder      | Belgien      | 83. der Gesamtwertung       |
| 156 | Jérôme Pineau       | Frankreich   | 88. der Gesamtwertung       |
| 157 | Sébastien Rosseler  | Belgien      | 104. der Gesamtwertung      |
| 158 | Matteo Tosatto      | Italien      | 114. der Gesamtwertung      |
| 159 | Jurgen Van De Walle | Belgien      | Aufgabe nach der 2. Etappe  |
|     |                     |              |                             |

## Katjuscha(Russland)
- Sportlicher Leiter: Serge Parsani
- Team-Manager: Andreï Tchmil
- Material-Infos
  - Rahmen: Ridley
  - Schaltgruppe: Campagnolo
  - Laufräder: Campagnolo

| Nr. | Name                 | Nationalität | Anmerkungen                                                        |
| --- | -------------------- | ------------ | ------------------------------------------------------------------ |
| 161 | Wladimir Karpez      | Russland     | 13. der Gesamtwertung                                              |
| 162 | Alexander Botscharow | Russland     | 18. der Gesamtwertung                                              |
| 163 | Joan Horrach         | Spanien      | 74. der Gesamtwertung                                              |
| 164 | Michail Ignatjew     | Russland     | : 6. Etappe; 140. der Gesamtwertung                                |
| 165 | Sergei Iwanow        | Russland     | : 14. Etappe; 40. der Gesamtwertung                                |
| 166 | Danilo Napolitano    | Italien      | Disqualifikation nach der 9. Etappe, Überschreitung des Zeitlimits |
| 167 | Filippo Pozzato      | Italien      | 100. der Gesamtwertung                                             |
| 168 | Nikolai Trussow      | Russland     | 122. der Gesamtwertung                                             |
| 169 | Stijn Vandenbergh    | Belgien      | 96. der Gesamtwertung                                              |
|     |                      |              |                                                                    |

## Agritubel(Frankreich)
- Sportlicher Leiter: Emmanuel Hubert
- Team-Manager: David Fournès
- Material-Infos
  - Rahmen: Kuota
  - Schaltgruppe: SRAM
  - Laufräder: Reynolds

| Nr. | Name              | Nationalität | Anmerkungen                                     |
| --- | ----------------- | ------------ | ----------------------------------------------- |
| 171 | Christophe Moreau | Frankreich   | 29. der Gesamtwertung                           |
| 172 | Maxime Bouet      | Frankreich   | 70. der Gesamtwertung                           |
| 173 | Sylvain Calzati   | Frankreich   | 55. der Gesamtwertung                           |
| 174 | Brice Feillu      | Frankreich   | : 7. Etappe; : 8. Etappe; 25. der Gesamtwertung |
| 175 | Romain Feillu     | Frankreich   | Aufgabe während der 12. Etappe                  |
| 176 | Eduardo Gonzalo   | Spanien      | Aufgabe während der 8. Etappe                   |
| 177 | David Le Lay      | Frankreich   | Aufgabe während der 8. Etappe                   |
| 178 | Geoffroy Lequatre | Frankreich   | 64. der Gesamtwertung                           |
| 179 | Nicolas Vogondy   | Frankreich   | 68. der Gesamtwertung                           |
|     |                   |              |                                                 |

## Team Milram(Deutschland)
- Sportlicher Leiter: Christian Henn
- Team-Manager: Gerry Van Gerwen
- Material-Infos
  - Rahmen: Focus
  - Schaltgruppe: SRAM
  - Laufräder: Lightweight

| Nr. | Name                | Nationalität | Anmerkungen                 |
| --- | ------------------- | ------------ | --------------------------- |
| 181 | Linus Gerdemann     | Deutschland  | 24. der Gesamtwertung       |
| 182 | Gerald Ciolek       | Deutschland  | 126. der Gesamtwertung      |
| 183 | Markus Fothen       | Deutschland  | 125. der Gesamtwertung      |
| 184 | Johannes Fröhlinger | Deutschland  | 78. der Gesamtwertung       |
| 185 | Christian Knees     | Deutschland  | 21. der Gesamtwertung       |
| 186 | Niki Terpstra       | Niederlande  | 152. der Gesamtwertung      |
| 187 | Peter Velits        | Slowakei     | 32. der Gesamtwertung       |
| 188 | Fabian Wegmann      | Deutschland  | 137. der Gesamtwertung      |
| 189 | Peter Wrolich       | Österreich   | Aufgabe nach der 12. Etappe |
|     |                     |              |                             |

## Skil-Shimano(Niederlande)
- Sportlicher Leiter: Rudie Kemna
- Team-Manager: Iwan Spekenbrink
- Material-Infos
  - Rahmen: Kago
  - Schaltgruppe: Shimano
  - Laufräder: Shimano

| Nr. | Name             | Nationalität | Anmerkungen                         |
| --- | ---------------- | ------------ | ----------------------------------- |
| 191 | Cyril Lemoine    | Frankreich   | 144. der Gesamtwertung              |
| 192 | Fumiyuki Beppu   | Japan        | 112. der Gesamtwertung              |
| 193 | Koen de Kort     | Niederlande  | 111. der Gesamtwertung              |
| 194 | Simon Geschke    | Deutschland  | 113. der Gesamtwertung              |
| 195 | Jonathan Hivert  | Frankreich   | 154. der Gesamtwertung              |
| 196 | Thierry Hupond   | Frankreich   | : 11. Etappe; 90. der Gesamtwertung |
| 197 | Piet Rooijakkers | Niederlande  | Aufgabe während der 4. Etappe       |
| 198 | Albert Timmer    | Niederlande  | 130. der Gesamtwertung              |
| 199 | Kenny van Hummel | Niederlande  | Aufgabe während der 17. Etappe      |
|     |                  |              |                                     |

## Ausgeschiedene Fahrer
| 0* 3   | José Ángel Gómez Marchante | Aufgabe während der 17. Etappe            |
| 0* 24  | Levi Leipheimer            | Aufgabe nach der 12. Etappe               |
| 0* 32  | Kurt Asle Arvesen          | Aufgabe nach der 10. Etappe               |
| 0* 39  | Jens Voigt                 | Aufgabe während der 16. Etappe            |
| 0* 46  | Robert Gesink              | Aufgabe nach der 5. Etappe                |
| 0* 63  | Koldo Fernández            | Zeitüberschreitung während der 8. Etappe  |
| 0* 66  | Alan Pérez                 | Zeitüberschreitung während der 19. Etappe |
| 0* 68  | Amets Txurruka             | Zeitüberschreitung während der 19. Etappe |
| 0* 81  | Wladimir Jefimkin          | Aufgabe während der 15. Etappe            |
| 0* 83  | Cyril Dessel               | Aufgabe während der 17. Etappe            |
| 0* 102 | Jérôme Coppel              | Aufgabe während der 12. Etappe            |
| 0* 105 | Sébastien Joly             | Aufgabe während der 7. Etappe             |
| 0* 111 | Óscar Pereiro              | Aufgabe während der 8. Etappe             |
| 0* 112 | Rui Costa                  | Aufgabe nach der 11. Etappe               |
| 0* 134 | Angelo Furlan              | Aufgabe während der 12. Etappe            |
| 0* 153 | Tom Boonen                 | Aufgabe nach der 14. Etappe               |
| 0* 159 | Jurgen Van De Walle        | Aufgabe nach der 2. Etappe                |
| 0* 166 | Danilo Napolitano          | Zeitüberschreitung während der 9. Etappe  |
| 0* 175 | Romain Feillu              | Aufgabe während der 12. Etappe            |
| 0* 176 | Eduardo Gonzalo            | Aufgabe während der 8. Etappe             |
| 0* 177 | David Le Lay               | Aufgabe während der 8. Etappe             |
| 0* 189 | Peter Wrolich              | Aufgabe nach der 12. Etappe               |
| 0* 197 | Piet Rooijakkers           | Aufgabe während der 4. Etappe             |
| 0* 199 | Kenny van Hummel           | Aufgabe während der 17. Etappe            |